# Tip Reiman
Tip Reiman Jr. (Rapid City, 17 settembre 2001) è un giocatore di football americano statunitense che milita nel ruolo di tight end per gli Arizona Cardinals della National Football League (NFL).

## Carriera universitaria
Nella sua prima stagione a Illinois nel 2020, Reiman disputò otto gare, principalmente negli special team. Ricevette una borsa di studio per l’istituto nel 2021 e quell’anno giocò 12 gare, tre delle quali come titolare, facendo registrare 3 ricezioni per 43 yard. L’anno seguente totalizzò 19 ricezioni per 174 yard e un touchdown, partendo come titolare in tutte le 13 partite. Nel 2023 fu nominato capitano della squadra, facendo registrare 19 ricezioni per 203 yard e 3 marcature, partendo come titolare in tutte le 12 gare. Fuori dal campo, Reiman fu nominato Academic All-Big Ten Conference ogni anno dal 2021 al 2023. Alla fine dell’ultima stagione optò per passare tra i professionisti e fu invitato alla NFL Scouting Combine.

## Carriera professionistica
Reiman fu scelto nel corso del terzo giro (82º assoluto) del Draft NFL 2024 dagli Arizona Cardinals. Debuttò come professionista subentrando nella gara del primo turno contro i Buffalo Bills. Due settimane dopo disputò la prima gara come titolare contro i Detroit Lions. La sua prima stagione si chiuse con 6 ricezioni per 37 yard disputando tutte le 17 partite, di cui 9 come titolare.